# Дінтем-Бодья
Дінте́м-Бо́дья (рос. Динтем-Бодья) — присілок в Зав'яловському районі Удмуртії, Росія.
Знаходиться на південний захід від присілка Старі Кени, у верхів'ях річки Діньтемка.

## Населення
Населення — 232 особи (2010; 256 в 2002).
Національний склад станом на 2002 рік:
- росіяни — 49 %
- удмурти — 45 %

## Урбаноніми[3]
- вулиці — Ветеранів, Зарічна, Кіровська, Молодіжна, Шосейна